# Circondario di Mettmann
Il circondario di Mettmann (in tedesco Kreis Mettmann) è uno dei circondari del Land tedesco della Renania Settentrionale-Vestfalia.
Appartiene al distretto governativo di Düsseldorf. Comprende 10 città. Il capoluogo è Mettmann, il centro maggiore Ratingen.

## Geografia antropica

### Suddivisioni amministrative
Il circondario di Mettmann comprende 10 città:
- Erkrath (media città di circondario) (43 594)
- Haan (media città di circondario) (30 298)
- Heiligenhaus (media città di circondario) (26 367)
- Hilden (media città di circondario) (55 182)
- Langenfeld (Rheinland) (media città di circondario) (59 223)
- Mettmann (media città di circondario) (38 808)
- Monheim am Rhein (media città di circondario) (41 913)
- Ratingen (grande città di circondario) (86 424)
- Velbert (grande città di circondario) (81 593)
- Wülfrath (media città di circondario) (21 009)

(Abitanti al 31 dicembre 2021)